# Pogrom von 1096 in Worms
Das Pogrom von 1096 in Worms ereignete sich im Mai 1096, als die Massen des Volkskreuzzugs, einer ersten Welle des Ersten Kreuzzugs, die Stadt Worms erreichten.

## Ausgangslage
Papst Urban II. hatte den Beginn des Kreuzzugs für den 15. August 1096 geplant. Menschen – vor allem aus verarmten Unterschichten – aus Westeuropa sahen das als Chance, eine Alternative aus ihrer hoffnungslosen Lebenssituation in einer seit 1090 anhaltenden Hungerperiode zu finden. Bereits im April 1096 bildete sich daraus ungeplant eine Massenbewegung, die eigenständig nach Jerusalem aufbrechen wollte, sich zunächst aber mordend und plündernd gegen die jüdischen Gemeinden im Rheintal, angrenzenden Gebieten und entlang der Donau wandte. 

Diese Massenbewegung umfasste mehrere 10.000 Menschen. 

In den Städten des Rheintals gab es eine ganze Reihe jüdischer Gemeinden, so auch in Worms. 
Im Gegensatz zur Situation im Spätmittelalter gab es in Worms noch kein Ghetto, die Einwohner jüdischen Glaubens lebten über das Stadtgebiet verstreut. Sie standen unter dem Schutz des Königs, der damit örtlich den Bischof von Worms als Stadtherren beauftragt hatte. Das war damals formal Bischof Adalbert II., der aber als Gegner der deutschen Kaiser Heinrich IV. und Heinrich V. faktisch abgesetzt war und sich in Worms nicht aufhalten konnte. Wer die dem Bischof zustehenden Befugnisse als Stadtherr damals tatsächlich wahrnahm, ist unbekannt. Noch kurz vor dem Pogrom, in der ersten Hälfte der 1090er Jahre, hatte Kaiser Heinrich IV. der jüdischen Gemeinde in Worms umfassende Garantien ihres Status gegenüber der christlichen Mehrheit, einen Ausschluss des Bischofs von Worms auf Hoheitsrechte gegenüber den Juden und hohe Hemmschwellen gegen Konversion garantiert.
Mitte Mai erreichte die Massenbewegung des Ersten Kreuzzugs auch Worms.